# Дицентра красивая
Дице́нтра краси́вая, или Сердцецве́т красивый или дицентра североамериканская (лат. Dicēntra formōsa) — многолетнее травянистое растение; вид рода Дицентра (Dicentra) семейства Маковые (Papaveraceae). Родина — тихоокеанское побережье Северной Америки.

## Ботаническое описание
Многолетнее травянистое растение высотой до 30 см.
Корень клубневидный, сильно разветвлённый.
Листья длинночерешковые, пальчато разделённые на мелкие доли, собраны в прикорневую розетку.
Цветки сердцевидные, розово-пурпурные, диаметром до 2 см, в однобокой кисти. Цветёт с конца мая по июль.

## Выращивание в культуре
Растение теневыносливо, хотя лучше развивается на солнце. Почвы любит питательные, рыхлые, водопроницаемые. Нуждается в периодических подкормках. Зимует хорошо, но в качестве профилактики можно укрыть. Размножается делением куста осенью, зелеными черенками в течение всего лета. В саду высаживают как среди камней на горке, подпорной стенке, так и рядом с декоративно-лиственными многолетниками и низкими кустарниками.